# Dog Trouble
Dog Trouble (No Brasil, Vida Cachorra) é o quinta curta-metragem da série Tom & Jerry. Foi originalmente liberado no dia 18 de abril de 1942 e possui uma duração de aproximadamente 8 minutos.

## Sinopse
O desenho inicia quando Jerry corre em cima do pano de mesa enquanto Tom puxa uma toalha. O rato corre e Tom fica embaixo da mesa de modo que o rato entre em sua boca. Jerry acaba se segurando nos bigodes do gato e corre para a toca. Tom bate na parede e espera o ratinho que escapa pela tomada. Ele encontra uma ratoeira e aproxima-a da cauda de Tom. Com muita insistência, o gato cai na armadinha. Tom corre atrás do rato e acaba se deparando com Spike e o buldogue raivoso acaba correndo atrás dele. Tom acaba escalando no abajur e Jerry ri. Mas Spike acaba correndo atrás de Jerry e ele se salva num relógio. O cão não deixa a dupla tocar o chão, até que Tom consegue descer mas acaba chamando a atenção de Spike, mas felizmente escapa segurando na mesa da estante. Jerry tenta fazer Tom subir no relógio, segurando-o pelos bigotes, mas eles acabam arrepentando e Tom quase é atacado. Eles tentam apertar as mãos, mas Jerry perde o equilíbrio e Tom salva-o com a cauda e eles apertam as mãos. Jerry então tem um plano: pula numa cesta de crochê, amarra uma linha nele e começa a correr ao redor de objetos e atrai Spike. O buldogue tropeça na linha e todos os utensílios se quebram bem na frente de Manny Two Shoes. Tom suspira de alívio e depois a perseguição de gato e rato recomeça.
Esse desenho é a primeira aparição de Spike.